# Прошев-А
Прошев-А (пол. Proszew A) — село в Польщі, у гміні Ґрембкув Венґровського повіту Мазовецького воєводства.
Населення — 167 осіб (2011).
У 1975-1998 роках село належало до Седлецького воєводства.

## Демографія
Демографічна структура станом на 31 березня 2011 року:
|          | Загалом | Допрацездатний вік | Працездатний вік | Постпрацездатний вік |
| -------- | ------- | ------------------ | ---------------- | -------------------- |
| Чоловіки | 92      | 12                 | 56               | 24                   |
| Жінки    | 75      | 11                 | 32               | 32                   |
| Разом    | 167     | 23                 | 88               | 56                   |